# Paradise Hotel Reunion (2012)
 Denne artikel omhandler Paradise Hotel Reunion. Opslagsordet har også en anden betydning, se Paradise Hotel (flertydig).
Paradise Hotel Reunion er en specialsæson af Paradise Hotel, hvor nogen af de tidligere spillere skal dyste om at få titlen som den Ultimative Paradiso.
- Vært: Rikke Göransson
- Paradise After Dark vært: Rikke Göransson
- Vinder: Frederik (250.000 kr.)[2][3]
- Finalister: Michael (0 kr.) og Jeanette (0 kr.)
- Jury: Daniella, Türker, Myriam, Line, Rasmus, Regitze, Daghan, Pernille, Samanta og Julie
- Titelmelodi: Le Kid – Human Behaviour
- Antal afsnit: 20
- Antal deltagere: 20

## Deltagere i Paradise Hotel Reunion
| Navn                            | Sæson                   | Tjekket ind | Tjekket ud |
| ------------------------------- | ----------------------- | ----------- | ---------- |
| Frederik Lilja                  | Vinder Sæson 5          | Ep 1        | VINDER     |
| Jeanette Dzienis                | Finalen Sæson 8         | Ep 1        | Finalen    |
| Michael Lange                   | Sæson 5                 | Ep 5        | Finalen    |
| Daniella Hansen, (Jury)         | Sæson 2                 | Ep 1        | Ep 19      |
| Türker Alici, (Jury)            | Sæson 8                 | Ep 1        | Ep 19      |
| Myriam Hansen, (Jury)           | Sæson 2                 | Ep 1        | Ep 19      |
| Line Nørgaard Nielsen, (Jury)   | Sæson 6 & 7             | Ep 1        | Ep 18      |
| Rasmus Dall, (Jury)             | Sæson 4 & 6             | Ep 9        | Ep 18      |
| Regitze Bøøk Bonnichsen, (Jury) | Sæson 7                 | Ep 10       | Ep 17      |
| Daghan Bilgisu, (Jury)          | Finalen Sæson 7         | Ep 1        | Ep 17      |
| Pernille Nygaard, (Jury)        | Sæson 8                 | Ep 13       | Ep 16      |
| Samanta Stojkovic, (Jury)       | Sæson 6                 | Ep 6        | Ep 16      |
| Julie Sofie Østbjerg, (Jury)    | Sæson 4                 | Ep 6        | Ep 12      |
| Ronnie Borregaard Sørensen      | Sæson 5                 | Ep 2        | Ep 12      |
| Nick Zitouni                    | Sæson 6, Vinder Sæson 4 | Ep 9        | Ep 10      |
| Susan Kirstine Nielsen          | Sæson 4 & 6             | Ep 1        | Ep 8       |
| Stina Bentsen Petersen          | Sæson 6                 | Ep 1        | Ep 7       |
| Drago Savovic                   | Sæson 3                 | Ep 1        | Ep 5       |
| Julian Koch Damhus              | Vinder Sæson 8          | Ep 1        | Ep 4       |
| Nick Bisgaard Jakobsen          | Vinder Sæson 7          | Ep 1        | Ep 2       |